# Amber Hagerman
Amber Rene Hagerman (Arlington, 25 de noviembre de 1986-ibídem, 15 de enero de 1996) fue una niña víctima de un secuestro y asesinato. El 12 de enero de 1996, viajaba en su bicicleta cerca de la casa de sus abuelos en Texas, y fue secuestrada poco después. Su asesinato después inspiraría la creación del sistema Alerta AMBER.

## Secuestro y muerte
El 12 de enero de 1996, un hombre de origen Latino, en una camioneta negra pickup secuestra a Amber, que estaba montando en su bicicleta en Arlington, Texas. Un testigo, Jim Kevil, fue capaz de proporcionar a la policía una descripción somera del secuestrador y su vehículo. Según Kevil, el hombre de la camioneta se detuvo en el estacionamiento de la tienda abandonada donde Amber estaba jugando, corriendo hacia ella y la arrastró hasta su camioneta. Mientras Kevil relataba sus observaciones a la policía, el abuelo de Amber, Jimmie Whitson, condujo buscando a la niña. Amber era la segunda hija de su familia que había sido secuestrada. Su nieta de dos días de edad, fue secuestrada por su padre en 1991 y se recuperó 10 horas después.
La policía de Arlington empezó a buscar a Amber inmediatamente. Los voluntarios buscaron a Amber Hagerman durante varios días junto al FBI.
Cuatro días después de su secuestro, una mujer y su hija que paseaba a su perro encontraron el cadáver de Amber en un arroyo. Una autopsia reveló que su garganta había sido cortada. Ella había estado viva dos días antes de ser encontrada. A pesar de que una recompensa de 75.000 dólares fue ofrecida por información que condujera al asesino de Amber, nunca fue encontrado. El grupo de trabajo que investigaba el asesinato de Amber se disolvió en junio de 1997.

## Investigación adicional
El 20 de abril de 2009, un grupo de estudiantes universitarios con Cold Bauder College tomó el caso del Instituto de Investigación, e inició una persecución de un año para resolver el caso. Los voluntarios también revisaron otros casos de alto perfil de los casos fríos, tales como Chandra Levy.

## Legado
A los pocos días, la madre de Hagerman, Donna Norris, estuvo «pidiendo leyes más estrictas que rigen los delincuentes sexuales». Whitson testificó frente al Congreso de los Estados Unidos en junio, pidiendo a los legisladores crear un registro nacional de delincuentes sexuales. Martin Frost, el congresista que representa al Distrito Whitson, propuso una Ley de protección llamada «Amber Hagerman». Entre las secciones del proyecto de ley estaba la creación de un registro nacional de delincuentes sexuales. Los padres de Hagerman estaban presentes cuando el presidente Bill Clinton, firmó el proyecto ley, que crea el registro nacional de delincuentes sexuales. Whitson y Richard Hagerman entonces comenzaron a recoger firmas en Texas, que tenían previsto presentar al entonces gobernador George W. Bush como una señal de que la gente quería leyes más severas para los delincuentes sexuales.

## «Alerta AMBER»
La primera prueba de Alerta Amber se ejecutó en 1996 en KRLD Radio Studio en el Parque de Pelota en Arlington, Texas. En octubre de 2000, la Cámara de Representantes de los Estados Unidos adoptó HR 605, que alentó las comunidades a nivel nacional para aplicar el plan AMBER. En abril de 2003, el presidente George W. Bush firmó la Alerta AMBER como legislación, por lo que es un programa nacional.
El Centro Nacional para Niños Desaparecidos y Explotados ayuda en la aplicación de las Alertas AMBER.
En 2006, una película para televisión, Historia de Amber, fue transmitido por Lifetime. Está protagonizada por Elisabeth Röhm y Sophie Hough.
Un cómic titulado Amber Hagerman Deserves Justice: A Night Owl Story (en español: Amber Hagerman merece justicia: Una historia de Night Owl) fue emitida por Wham Comics Bang en 2009. Cuenta la historia de Amber y la investigación sobre su asesinato.